# Sächsisches Kulturraumgesetz
Das Sächsische Kulturraumgesetz (SächsKRG) regelt die Finanzierung der nichtstaatlichen Kultureinrichtungen in Sachsen. Es wurde 1993 vom Sächsischen Landtag beschlossen und trat im August 1994 in Kraft. Die aktuelle Fassung ist rechtsbereinigt die vom 1. August 2008. Das Kulturraumgesetz geht auf Empfehlungen der  Naumann-Kommission unter der Leitung von Matthias Theodor Vogt zurück. 1992 war dieses Gutachterteam beauftragt worden, um die sächsische Theater- und Orchesterlandschaft zu analysieren.
Ein Problem der Kulturpolitik besteht in der ungleichen Kostenverteilung zwischen den Gemeinden, die größere Kultureinrichtungen unterhalten und den Umlandgemeinden, deren Bürger die Einrichtungen ebenfalls nutzen, ohne sie jedoch mitzufinanzieren (sogenannte Spillovers, bekannt auch als Konzept der zentralen Orte). Um dieses Problem sowie das Problem der zahlenmäßig ungleichen Verteilung der kulturellen Angebote im städtischen und ländlichen Raum zu lösen, wurde mit dem Sächsischen Kulturraumgesetz für zunächst zehn Jahre ein neuer Ansatz in der Landeskulturpolitik versucht. Im November 2004 wurde dann im Koalitionsvertrag zwischen CDU und SPD festgelegt, das Gesetz zunächst bis zum Jahr 2011 zu verlängern. Dies geschah per Gesetz vom 7. November 2007 bis zum 31. Dezember 2011. Die aufgrund des Kreisgebietsneugliederungsgesetzes zum 1. August 2008 in Sachsen in Kraft getretene Kreisgebietsreform machte auch eine Anpassung des Kulturraumgesetzes notwendig. Mit Gesetz vom 20. Juni 2008 hat der Sächsische Landtag das Kulturraumgesetz entfristet und mit einer Finanzausstattung von jährlich mindestens 86,7 Mio. EUR versehen. Mit Artikel 15 des Haushaltsbegleitgesetzes 2011/2012 wurde das Kulturraumgesetz zuletzt geändert und die Finanzierung der Landesbühnen Sachsen, bis dahin eine freistaatliche Aufgabe, in das Kulturraumgesetz integriert.
Kernpunkte des Kulturraumgesetzes sind:
- die Aufteilung Sachsens in fünf ländliche (Vogtland-Zwickau, Erzgebirge-Mittelsachsen, Leipziger Raum, Meißen-Sächsische Schweiz-Osterzgebirge und Oberlausitz-Niederschlesien) und drei urbane Kulturräume (Dresden, Chemnitz und Leipzig). Die ländlichen Kulturräume sind dabei als Zweckverbände nach dem Sächsischen Gesetz über kommunale Zusammenarbeit organisiert. (Bis zum 1. August 2008, also vor der Umsetzung des Kreisgebietsreformgesetzes im Freistaat Sachsen, gab es acht ländliche Kulturräume: Vogtland, Zwickauer Raum, Erzgebirge, Mittelsachsen, Leipziger Raum, Elbtal, Sächsische Schweiz-Osterzgebirge und Oberlausitz-Niederschlesien). Die urbanen Kulturräume sind identisch mit den drei genannten kreisfreien Städten.
- die erstmalige Verankerung von Kulturpflege als kommunale Pflichtaufgabe mit Gesetzesrang
- gemeinsame Finanzierung regional bedeutsamer Einrichtungen und Maßnahmen durch die Sitzgemeinde, den Kulturraum und den Freistaat Sachsen im Rahmen eines sächsischen Kulturlastenausgleiches
- eine partizipative Beteiligung der Fachöffentlichkeit an den kulturpolitischen Förderentscheidungen über die Kulturbeiräte der Kulturräume

Damit nicht wenige Kommunen die finanzielle Hauptlast tragen, ist in den ländlichen Kulturräumen ein Kulturlastenausgleich in Form einer Kulturumlage vorgesehen, dessen Höhe jeder Kulturraum selbst bestimmen darf. (2015 lag dieser im Schnitt bei 9,36 EUR pro Einwohner in den ländlichen Kulturräumen.) Den kommunalen Finanzausgleich ergänzen Zuweisungen des Landes, die seit 2015 insgesamt 91,7 Mio. EUR jährlich betragen. Davon werden den Kulturräumen nach Maßgabe der §§ 1, 2 Sächsische Kulturraumverordnung jährlich mindestens 87,0 Mio. EUR zugewiesen, vgl. § 6 Abs. 2 Buchst. a SächsKRG.
Unterstützt werden durch die Kulturräume kulturelle Einrichtungen und Maßnahmen aller Sparten von regionaler Bedeutung, wenn ihnen gemäß § 3 SächsKRG
a) für das Selbstverständnis und die Tradition der jeweiligen Region ein spezifischer, historisch begründeter Wert oder
b) ein besonderer Stellenwert für Bewohner und Besucher der jeweiligen Region oder
c) Modellcharakter für betriebliche Organisationsformen, insbesondere bei den Voraussetzungen für eine sparsame Wirtschaftsführung, oder
d) eine besondere künstlerisch-ästhetische oder wissenschaftliche Innovationskraft zukommt.
Trägerschaft und Rechtsform sind für die Unterstützung unerheblich. Voraussetzung ist aber eine angemessene Beteiligung der Sitzgemeinde, da das Kulturraumgesetz auf der Basis einer Komplementärfinanzierung funktioniert. Die Zuweisungen aus dem Staatshaushalt dürfen nicht mehr als 30 % der Ausgaben aller vom Kulturraum geförderten Einrichtungen und Maßnahmen ausmachen.
Kritiker verweisen auf die Frage, inwieweit durch den Zweckverband „Kulturraum“ das Selbstgestaltungsrecht der Kommunen nach Art. 28 GG sowie Art. 82 der Sächsischen Verfassung beeinträchtigt werde. Befürworter betonen hingegen, dass der Kulturkonvent, das entscheidende Organ eines jeden ländlichen Kulturraumes, aus entsandten Vertretern der jeweiligen Kommunen besteht und damit das Selbstgestaltungsrecht gewahrt bleibt. Im Gegenteil liege der Vorteil des Kulturraumes darin, dass die Zuschüsse von Fachleuten (über die beratenden Kulturbeiräte eines jeden Kulturraumes) und nicht von Fachfremden verteilt würden.